# Idia concisa
Idia concisa, cũng biết đến với tên Idia sp. nr. aemula vì nó chưa được miêu tả) là một loài bướm đêm thuộc họ Noctuidae. Nó phân bố rộng rãi khắp miền đông Bắc Mỹ.
Sải cánh dài khoảng 20 mm. Con trưởng thành bay từ tháng 5 đến tháng 10. Có một lứa ở đông bắc.
Ấu trùng ăn lá cây chết của cherry.